# Universal Flash Storage
Pour les articles homonymes, voir UFS.
 (septembre 2020).
Si vous disposez d'ouvrages ou d'articles de référence ou si vous connaissez des sites web de qualité traitant du thème abordé ici, merci de compléter l'article en donnant les références utiles à sa vérifiabilité et en les liant à la section « Notes et références ».
Universal Flash Storage est une norme de mémoire flash pour les appareils photos numériques, les téléphones mobiles et autres appareils numériques. Elle a pour objectif d'améliorer la vitesse de transfert et la fiabilité du stockage dans une mémoire flash, tout en éliminant la diversité des connecteurs. Cette norme est mise au point par JEDEC Solid State Technology Association. 
Cette norme est soutenue notamment par Nokia, Sony Mobile (anciennement Sony Ericsson), Texas Instruments, STMicroelectronics, Samsung Electronics, Micron Technology et SK Hynix. Le noyau Linux supporte UFS.

## Spécifications
Le 30 mars 2016, JEDEC a publié en parallèle à la version 2.1 de l'UFS la première version (estampillée 1.0) de la spécification UFS Card Extension Standard. Cette norme est une nouvelle dans le monde des cartes mémoire amovibles, qui vient notamment concurrencer la microSD.
Le design des cartes de cette norme s'inspire d'un requin[Quoi ?] selon la documentation officielle[réf. souhaitée].
Le 7 juillet 2016, Samsung est le premier constructeur à proposer cette nouvelle norme, grâce à des cartes proposées en 32, 64, 128 et 256 Go de capacité.
Comparé à la norme microSD, les débits des cartes UFS sont nettement supérieurs, de l'ordre de 2 à 4 fois plus importants. La version 256 Go propose par exemple jusqu'à 530 Mo/s en lecture séquentielle et jusqu'à 170 Mo/s en écriture séquentielle. En lecture aléatoire, ces cartes atteignent 40 000 IOPS, et 35 000 IOPS en écriture aléatoire.
Le 30 janvier 2018, JEDEC a annoncé la version 3.0 de la norme UFS. UFS 3.0 utilise MIPI M-PHY v4.1 et UniProSM v1.8 pour obtenir un débit binaire plus élevé de 11,6 Gbit/s (1 450 Mo/s).